# 1209
Portal Geschichte | Portal Biografien | Aktuelle Ereignisse | Jahreskalender | Tagesartikel

◄ |
12. Jahrhundert |
13. Jahrhundert
| 14. Jahrhundert | ►

◄ |
1170er |
1180er |
1190er |
1200er
| 1210er | 1220er | 1230er | ►

◄◄ |
◄ |
1205 |
1206 |
1207 |
1208 |
1209
| 1210 | 1211 | 1212 | 1213 | ► | ►►
Staatsoberhäupter  · Nekrolog
| Januar | Januar | Januar | Januar | Januar | Januar | Januar | Januar |
| Kw     | Mo     | Di     | Mi     | Do     | Fr     | Sa     | So     |
| ------ | ------ | ------ | ------ | ------ | ------ | ------ | ------ |
| 1      |        |        |        | 1      | 2      | 3      | 4      |
| 2      | 5      | 6      | 7      | 8      | 9      | 10     | 11     |
| 3      | 12     | 13     | 14     | 15     | 16     | 17     | 18     |
| 4      | 19     | 20     | 21     | 22     | 23     | 24     | 25     |
| 5      | 26     | 27     | 28     | 29     | 30     | 31     |        |

| Februar | Februar | Februar | Februar | Februar | Februar | Februar | Februar |
| Kw      | Mo      | Di      | Mi      | Do      | Fr      | Sa      | So      |
| ------- | ------- | ------- | ------- | ------- | ------- | ------- | ------- |
| 5       |         |         |         |         |         |         | 1       |
| 6       | 2       | 3       | 4       | 5       | 6       | 7       | 8       |
| 7       | 9       | 10      | 11      | 12      | 13      | 14      | 15      |
| 8       | 16      | 17      | 18      | 19      | 20      | 21      | 22      |
| 9       | 23      | 24      | 25      | 26      | 27      | 28      |         |

| März | März | März | März | März | März | März | März |
| Kw   | Mo   | Di   | Mi   | Do   | Fr   | Sa   | So   |
| ---- | ---- | ---- | ---- | ---- | ---- | ---- | ---- |
| 9    |      |      |      |      |      |      | 1    |
| 10   | 2    | 3    | 4    | 5    | 6    | 7    | 8    |
| 11   | 9    | 10   | 11   | 12   | 13   | 14   | 15   |
| 12   | 16   | 17   | 18   | 19   | 20   | 21   | 22   |
| 13   | 23   | 24   | 25   | 26   | 27   | 28   | 29   |
| 14   | 30   | 31   |      |      |      |      |      |

| April | April | April | April | April | April | April | April |
| Kw    | Mo    | Di    | Mi    | Do    | Fr    | Sa    | So    |
| ----- | ----- | ----- | ----- | ----- | ----- | ----- | ----- |
| 14    |       |       | 1     | 2     | 3     | 4     | 5     |
| 15    | 6     | 7     | 8     | 9     | 10    | 11    | 12    |
| 16    | 13    | 14    | 15    | 16    | 17    | 18    | 19    |
| 17    | 20    | 21    | 22    | 23    | 24    | 25    | 26    |
| 18    | 27    | 28    | 29    | 30    |       |       |       |

| Mai | Mai | Mai | Mai | Mai | Mai | Mai | Mai |
| Kw  | Mo  | Di  | Mi  | Do  | Fr  | Sa  | So  |
| --- | --- | --- | --- | --- | --- | --- | --- |
| 18  |     |     |     |     | 1   | 2   | 3   |
| 19  | 4   | 5   | 6   | 7   | 8   | 9   | 10  |
| 20  | 11  | 12  | 13  | 14  | 15  | 16  | 17  |
| 21  | 18  | 19  | 20  | 21  | 22  | 23  | 24  |
| 22  | 25  | 26  | 27  | 28  | 29  | 30  | 31  |

| Juni | Juni | Juni | Juni | Juni | Juni | Juni | Juni |
| Kw   | Mo   | Di   | Mi   | Do   | Fr   | Sa   | So   |
| ---- | ---- | ---- | ---- | ---- | ---- | ---- | ---- |
| 23   | 1    | 2    | 3    | 4    | 5    | 6    | 7    |
| 24   | 8    | 9    | 10   | 11   | 12   | 13   | 14   |
| 25   | 15   | 16   | 17   | 18   | 19   | 20   | 21   |
| 26   | 22   | 23   | 24   | 25   | 26   | 27   | 28   |
| 27   | 29   | 30   |      |      |      |      |      |

| Juli | Juli | Juli | Juli | Juli | Juli | Juli | Juli |
| Kw   | Mo   | Di   | Mi   | Do   | Fr   | Sa   | So   |
| ---- | ---- | ---- | ---- | ---- | ---- | ---- | ---- |
| 27   |      |      | 1    | 2    | 3    | 4    | 5    |
| 28   | 6    | 7    | 8    | 9    | 10   | 11   | 12   |
| 29   | 13   | 14   | 15   | 16   | 17   | 18   | 19   |
| 30   | 20   | 21   | 22   | 23   | 24   | 25   | 26   |
| 31   | 27   | 28   | 29   | 30   | 31   |      |      |

| August | August | August | August | August | August | August | August |
| Kw     | Mo     | Di     | Mi     | Do     | Fr     | Sa     | So     |
| ------ | ------ | ------ | ------ | ------ | ------ | ------ | ------ |
| 31     |        |        |        |        |        | 1      | 2      |
| 32     | 3      | 4      | 5      | 6      | 7      | 8      | 9      |
| 33     | 10     | 11     | 12     | 13     | 14     | 15     | 16     |
| 34     | 17     | 18     | 19     | 20     | 21     | 22     | 23     |
| 35     | 24     | 25     | 26     | 27     | 28     | 29     | 30     |
| 36     | 31     |        |        |        |        |        |        |

| September | September | September | September | September | September | September | September |
| Kw        | Mo        | Di        | Mi        | Do        | Fr        | Sa        | So        |
| --------- | --------- | --------- | --------- | --------- | --------- | --------- | --------- |
| 36        |           | 1         | 2         | 3         | 4         | 5         | 6         |
| 37        | 7         | 8         | 9         | 10        | 11        | 12        | 13        |
| 38        | 14        | 15        | 16        | 17        | 18        | 19        | 20        |
| 39        | 21        | 22        | 23        | 24        | 25        | 26        | 27        |
| 40        | 28        | 29        | 30        |           |           |           |           |

| Oktober | Oktober | Oktober | Oktober | Oktober | Oktober | Oktober | Oktober |
| Kw      | Mo      | Di      | Mi      | Do      | Fr      | Sa      | So      |
| ------- | ------- | ------- | ------- | ------- | ------- | ------- | ------- |
| 40      |         |         |         | 1       | 2       | 3       | 4       |
| 41      | 5       | 6       | 7       | 8       | 9       | 10      | 11      |
| 42      | 12      | 13      | 14      | 15      | 16      | 17      | 18      |
| 43      | 19      | 20      | 21      | 22      | 23      | 24      | 25      |
| 44      | 26      | 27      | 28      | 29      | 30      | 31      |         |

| November | November | November | November | November | November | November | November |
| Kw       | Mo       | Di       | Mi       | Do       | Fr       | Sa       | So       |
| -------- | -------- | -------- | -------- | -------- | -------- | -------- | -------- |
| 44       |          |          |          |          |          |          | 1        |
| 45       | 2        | 3        | 4        | 5        | 6        | 7        | 8        |
| 46       | 9        | 10       | 11       | 12       | 13       | 14       | 15       |
| 47       | 16       | 17       | 18       | 19       | 20       | 21       | 22       |
| 48       | 23       | 24       | 25       | 26       | 27       | 28       | 29       |
| 49       | 30       |          |          |          |          |          |          |

| Dezember | Dezember | Dezember | Dezember | Dezember | Dezember | Dezember | Dezember |
| Kw       | Mo       | Di       | Mi       | Do       | Fr       | Sa       | So       |
| -------- | -------- | -------- | -------- | -------- | -------- | -------- | -------- |
| 49       |          | 1        | 2        | 3        | 4        | 5        | 6        |
| 50       | 7        | 8        | 9        | 10       | 11       | 12       | 13       |
| 51       | 14       | 15       | 16       | 17       | 18       | 19       | 20       |
| 52       | 21       | 22       | 23       | 24       | 25       | 26       | 27       |
| 53       | 28       | 29       | 30       | 31       |          |          |          |

| Januar | Januar | Januar | Januar | Januar | Januar | Januar | Januar |
| Kw     | Mo     | Di     | Mi     | Do     | Fr     | Sa     | So     |
| ------ | ------ | ------ | ------ | ------ | ------ | ------ | ------ |
| 1      |        |        |        | 1      | 2      | 3      | 4      |
| 2      | 5      | 6      | 7      | 8      | 9      | 10     | 11     |
| 3      | 12     | 13     | 14     | 15     | 16     | 17     | 18     |
| 4      | 19     | 20     | 21     | 22     | 23     | 24     | 25     |
| 5      | 26     | 27     | 28     | 29     | 30     | 31     |        |

| Februar | Februar | Februar | Februar | Februar | Februar | Februar | Februar |
| Kw      | Mo      | Di      | Mi      | Do      | Fr      | Sa      | So      |
| ------- | ------- | ------- | ------- | ------- | ------- | ------- | ------- |
| 5       |         |         |         |         |         |         | 1       |
| 6       | 2       | 3       | 4       | 5       | 6       | 7       | 8       |
| 7       | 9       | 10      | 11      | 12      | 13      | 14      | 15      |
| 8       | 16      | 17      | 18      | 19      | 20      | 21      | 22      |
| 9       | 23      | 24      | 25      | 26      | 27      | 28      |         |

| März | März | März | März | März | März | März | März |
| Kw   | Mo   | Di   | Mi   | Do   | Fr   | Sa   | So   |
| ---- | ---- | ---- | ---- | ---- | ---- | ---- | ---- |
| 9    |      |      |      |      |      |      | 1    |
| 10   | 2    | 3    | 4    | 5    | 6    | 7    | 8    |
| 11   | 9    | 10   | 11   | 12   | 13   | 14   | 15   |
| 12   | 16   | 17   | 18   | 19   | 20   | 21   | 22   |
| 13   | 23   | 24   | 25   | 26   | 27   | 28   | 29   |
| 14   | 30   | 31   |      |      |      |      |      |

| April | April | April | April | April | April | April | April |
| Kw    | Mo    | Di    | Mi    | Do    | Fr    | Sa    | So    |
| ----- | ----- | ----- | ----- | ----- | ----- | ----- | ----- |
| 14    |       |       | 1     | 2     | 3     | 4     | 5     |
| 15    | 6     | 7     | 8     | 9     | 10    | 11    | 12    |
| 16    | 13    | 14    | 15    | 16    | 17    | 18    | 19    |
| 17    | 20    | 21    | 22    | 23    | 24    | 25    | 26    |
| 18    | 27    | 28    | 29    | 30    |       |       |       |

| Mai | Mai | Mai | Mai | Mai | Mai | Mai | Mai |
| Kw  | Mo  | Di  | Mi  | Do  | Fr  | Sa  | So  |
| --- | --- | --- | --- | --- | --- | --- | --- |
| 18  |     |     |     |     | 1   | 2   | 3   |
| 19  | 4   | 5   | 6   | 7   | 8   | 9   | 10  |
| 20  | 11  | 12  | 13  | 14  | 15  | 16  | 17  |
| 21  | 18  | 19  | 20  | 21  | 22  | 23  | 24  |
| 22  | 25  | 26  | 27  | 28  | 29  | 30  | 31  |

| Juni | Juni | Juni | Juni | Juni | Juni | Juni | Juni |
| Kw   | Mo   | Di   | Mi   | Do   | Fr   | Sa   | So   |
| ---- | ---- | ---- | ---- | ---- | ---- | ---- | ---- |
| 23   | 1    | 2    | 3    | 4    | 5    | 6    | 7    |
| 24   | 8    | 9    | 10   | 11   | 12   | 13   | 14   |
| 25   | 15   | 16   | 17   | 18   | 19   | 20   | 21   |
| 26   | 22   | 23   | 24   | 25   | 26   | 27   | 28   |
| 27   | 29   | 30   |      |      |      |      |      |

| Juli | Juli | Juli | Juli | Juli | Juli | Juli | Juli |
| Kw   | Mo   | Di   | Mi   | Do   | Fr   | Sa   | So   |
| ---- | ---- | ---- | ---- | ---- | ---- | ---- | ---- |
| 27   |      |      | 1    | 2    | 3    | 4    | 5    |
| 28   | 6    | 7    | 8    | 9    | 10   | 11   | 12   |
| 29   | 13   | 14   | 15   | 16   | 17   | 18   | 19   |
| 30   | 20   | 21   | 22   | 23   | 24   | 25   | 26   |
| 31   | 27   | 28   | 29   | 30   | 31   |      |      |

| August | August | August | August | August | August | August | August |
| Kw     | Mo     | Di     | Mi     | Do     | Fr     | Sa     | So     |
| ------ | ------ | ------ | ------ | ------ | ------ | ------ | ------ |
| 31     |        |        |        |        |        | 1      | 2      |
| 32     | 3      | 4      | 5      | 6      | 7      | 8      | 9      |
| 33     | 10     | 11     | 12     | 13     | 14     | 15     | 16     |
| 34     | 17     | 18     | 19     | 20     | 21     | 22     | 23     |
| 35     | 24     | 25     | 26     | 27     | 28     | 29     | 30     |
| 36     | 31     |        |        |        |        |        |        |

| September | September | September | September | September | September | September | September |
| Kw        | Mo        | Di        | Mi        | Do        | Fr        | Sa        | So        |
| --------- | --------- | --------- | --------- | --------- | --------- | --------- | --------- |
| 36        |           | 1         | 2         | 3         | 4         | 5         | 6         |
| 37        | 7         | 8         | 9         | 10        | 11        | 12        | 13        |
| 38        | 14        | 15        | 16        | 17        | 18        | 19        | 20        |
| 39        | 21        | 22        | 23        | 24        | 25        | 26        | 27        |
| 40        | 28        | 29        | 30        |           |           |           |           |

| Oktober | Oktober | Oktober | Oktober | Oktober | Oktober | Oktober | Oktober |
| Kw      | Mo      | Di      | Mi      | Do      | Fr      | Sa      | So      |
| ------- | ------- | ------- | ------- | ------- | ------- | ------- | ------- |
| 40      |         |         |         | 1       | 2       | 3       | 4       |
| 41      | 5       | 6       | 7       | 8       | 9       | 10      | 11      |
| 42      | 12      | 13      | 14      | 15      | 16      | 17      | 18      |
| 43      | 19      | 20      | 21      | 22      | 23      | 24      | 25      |
| 44      | 26      | 27      | 28      | 29      | 30      | 31      |         |

| November | November | November | November | November | November | November | November |
| Kw       | Mo       | Di       | Mi       | Do       | Fr       | Sa       | So       |
| -------- | -------- | -------- | -------- | -------- | -------- | -------- | -------- |
| 44       |          |          |          |          |          |          | 1        |
| 45       | 2        | 3        | 4        | 5        | 6        | 7        | 8        |
| 46       | 9        | 10       | 11       | 12       | 13       | 14       | 15       |
| 47       | 16       | 17       | 18       | 19       | 20       | 21       | 22       |
| 48       | 23       | 24       | 25       | 26       | 27       | 28       | 29       |
| 49       | 30       |          |          |          |          |          |          |

| Dezember | Dezember | Dezember | Dezember | Dezember | Dezember | Dezember | Dezember |
| Kw       | Mo       | Di       | Mi       | Do       | Fr       | Sa       | So       |
| -------- | -------- | -------- | -------- | -------- | -------- | -------- | -------- |
| 49       |          | 1        | 2        | 3        | 4        | 5        | 6        |
| 50       | 7        | 8        | 9        | 10       | 11       | 12       | 13       |
| 51       | 14       | 15       | 16       | 17       | 18       | 19       | 20       |
| 52       | 21       | 22       | 23       | 24       | 25       | 26       | 27       |
| 53       | 28       | 29       | 30       | 31       |          |          |          |

## Ereignisse

### Politik und Weltgeschehen

#### Der Albigenserkreuzzug

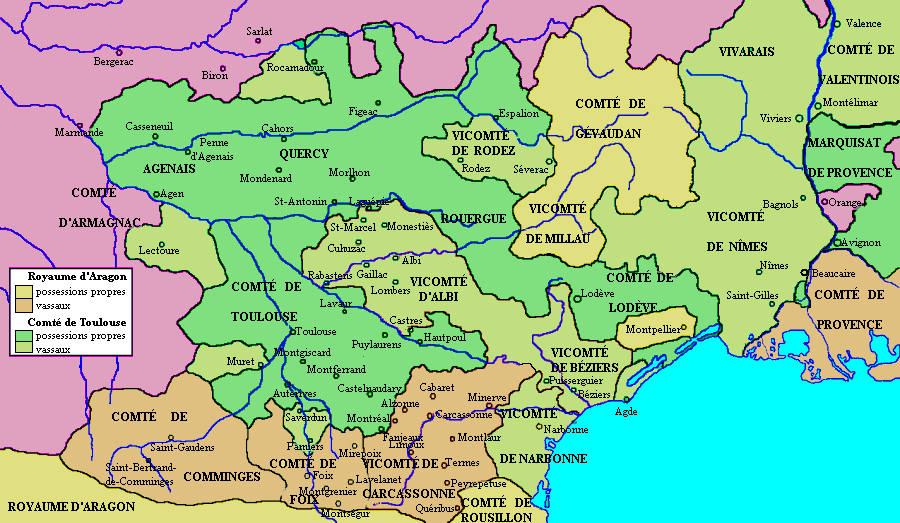
Die Besitzverhältnisse im Languedoc im Jahr 1209

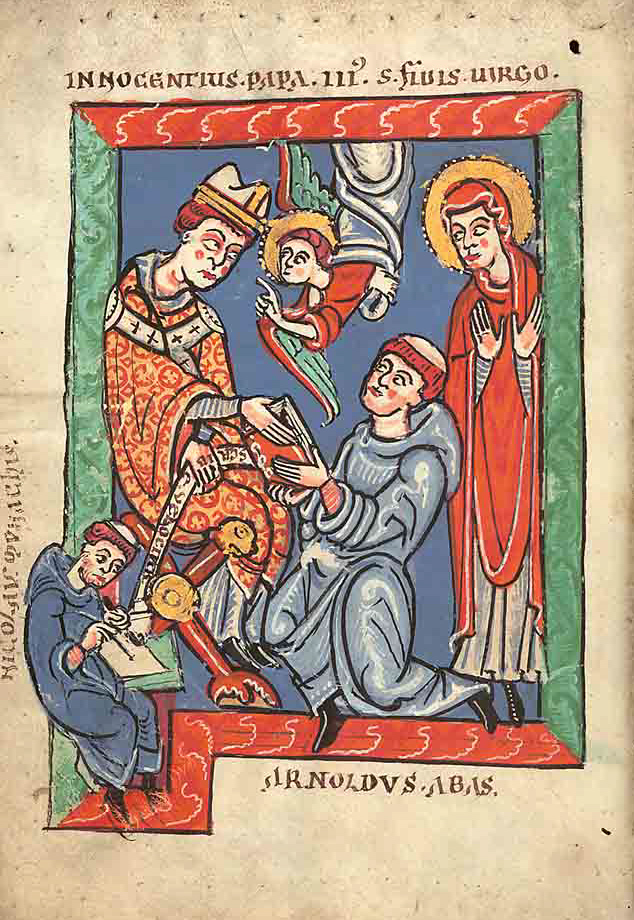
Innozenz III. und Arnaud Amaury, geistiger Führer des Kreuzzuges; Miniatur aus der 1. Hälfte des 13. Jahrhunderts

- Aus Anlass der Ermordung des Legaten Pierre de Castelnau hat Papst Innozenz III. im Vorjahr zum Kreuzzug gegen die Albigenser aufgerufen. Den teilnehmenden Kreuzfahrern wurde die Vergebung der Sündenstrafen (Ablass) in Aussicht gestellt. Die eroberten Gebiete sollen vom Papst an adelige Kreuzzugsteilnehmer als Lehen neu vergeben werden. 10.000 Kreuzritter aus Frankreich und dem Heiligen Römischen Reich versammeln sich im Frühjahr unter der Führung von Arnaud Amaury, Odo III. von Burgund, Hervé von Nevers und Walter von Saint-Pol in Lyon. Auf der Seite der Gegner steht ein großer Teil des okzitanischen Adels und, mit ihm eng verflochten, die katharische Kirche, deren Angehörigen es jedoch verboten ist, zu den Waffen zu greifen.
- 18. Juni: Der vor zwei Jahren exkommunizierte Graf Raimund VI. von Toulouse unterwirft sich in einer Buß- und Versöhnungszeremonie dem Heiligen Stuhl.

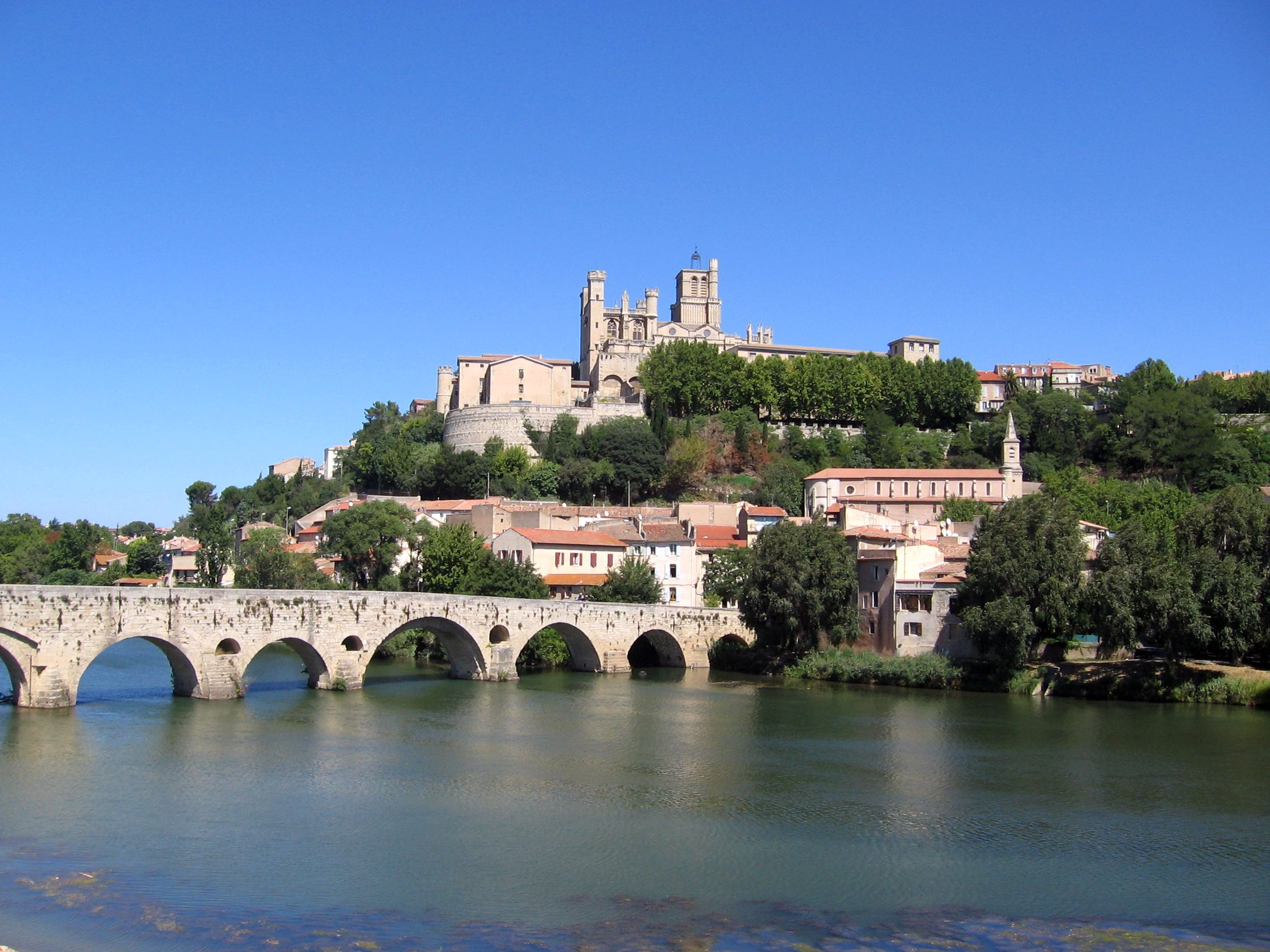
Béziers

- 22. Juli: Im Zuge des Albigenserkreuzzuges wird die Stadt Béziers erobert und dem Erdboden gleichgemacht. Bei dem darauf folgenden Massaker wird nahezu die gesamte Bevölkerung, rund 20.000 Menschen ermordet.

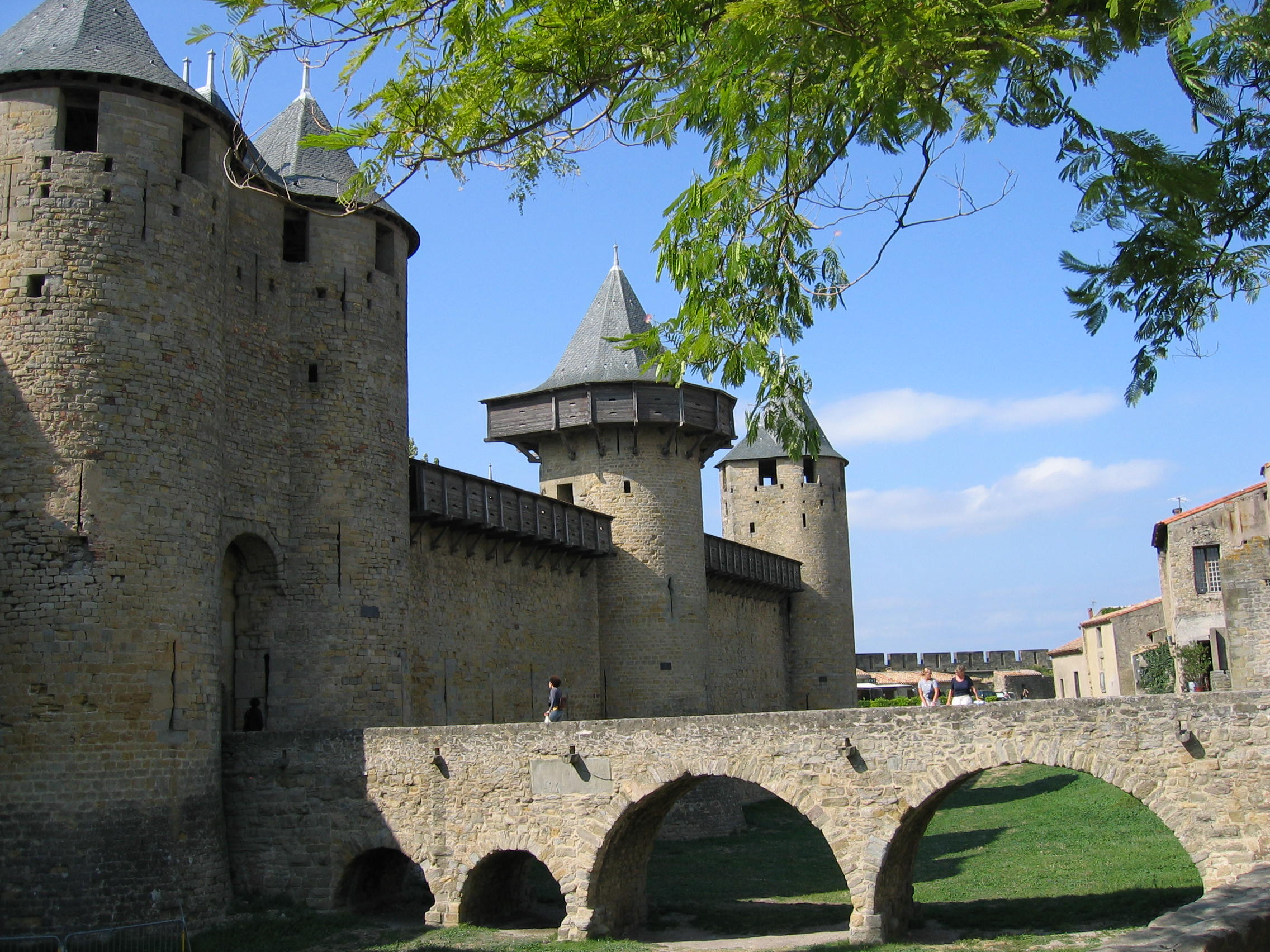
Cité von Carcassonne

- 1. August: Die Kreuzritter erreichen Carcassonne, das nach zweiwöchiger Belagerung kapituliert. Der Großteil der Bevölkerung ist durch unterirdische Gänge in die umliegenden Wälder geflohen. Die Zurückgebliebenen werden verbrannt, gehängt oder nackt aus der Stadt vertrieben. Der Vizegraf von Béziers-Carcassonne, Raimund-Roger Trencavel, wird als Unterstützer der Häresie in einen Kerker gesperrt und gemäß dem geltenden Enteignungsprinzip seiner Titel und Domänen für verlustig erklärt.
- 15. August: Nach dem Fall Carcassonnes wird Simon de Montfort von den Kreuzrittern zum Vicomte von Béziers und Carcassonne und zum militärischen Anführer des Kreuzzugs gewählt.
- Albi, Castelnaudary, Castres, Fanjeaux, Limoux, Lombers und Montréal ergeben sich nach dem Fall Carcassonnes.
- Ende August: Nach dem Ablauf der geforderten Mindestzeit von 40 Tagen verlassen die meisten Kreuzritter das Kreuzfahrerheer.
- September: Simon von Montford beginnt mit der Belagerung von Domänen des Grafen Raimund Roger von Foix, womit er einen klaren Rechtsbruch begeht.
- 10. November: Raimund II. Trencavel folgt seinem im Kerker verstorbenen Vater in dessen Rechten nach.
- Winter: Etwa 40 eroberte Ortschaften erheben sich und vertreiben ihre Kreuzritterbesatzungen. Auch die lokale Ritterschaft findet sich zum Widerstand zusammen.

#### England
- November: Im Streit um Bischofsernennungen exkommuniziert Papst Innozenz III. den englischen König Johann Ohneland, woraufhin mehrere Bischöfe das Land verlassen. Die Barone stehen im Streit mit der Kirche ausnahmsweise geschlossen hinter ihrem König.

#### Heiliges Römisches Reich/Italien
- 7. März: Der unter Reichsacht stehende Otto VIII. von Wittelsbach, Mörder des deutschen Königs Philipp von Schwaben, wird von Reichsmarschall Heinrich von Kalden in Oberndorf bei Kelheim gestellt und im Kampf getötet. Der Kopf des Toten wird in die Donau geworfen, der Leichnam jahrelang in einem Fass aufbewahrt.

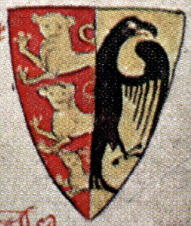
Otto IV. ist der erste römisch-deutsche Kaiser, dessen Wappen eindeutig überliefert ist. Es handelt sich um einen gespaltenen Schild mit drei Löwen und halbiertem Adler.

- 22. März: Deutscher Thronstreit: Im Vertrag zu Speyer erneuert König Otto IV. die Neußer Eide von 1201 und erkennt die päpstlichen Gebietsansprüche in Mittel- und Unteritalien an. Im Juni bricht er von Augsburg aus zu einem Italienzug auf.
- 4. Oktober: Papst Innozenz III. krönt Otto IV. in Rom zum Kaiser des Heiligen Römischen Reiches. Am selben Tag verspricht Otto einen Kreuzzug zu unternehmen. Entgegen den päpstlichen Erwartungen verbleibt Otto allerdings in Italien und bringt seinen Herrschaftsanspruch in den Gebieten zum Ausdruck, die er dem Papst als Restitution versprochen hat.
- Oktober: Otto überwirft sich mit Albrecht I. von Käfernburg, dem Erzbischof von Magdeburg, einem seiner engsten Verbündeten.

#### Vierter Kreuzzug
- 9. Januar: Der lateinische Kaiser Heinrich krönt Demetrius von Montferrat zum König von Thessaloniki und lässt den Anführer der aufständischen Lombarden Oberto II. von Biandrate gefangensetzen.
- 1. Mai: Heinrich unterstellt auf einer Reichsversammlung das Herzogtum Athen und das Fürstentum Achaia, bisher Vasallen Thessalonikis, direkt der kaiserlichen Krone. Die lombardischen Ritter bleiben der Versammlung demonstrativ fern. Bis Ende Mai wirft Heinrich den Aufstand der Lombarden endgültig nieder. Ravano dalle Carceri, Herr von Negroponte auf Euböa, ist einer der letzten, die aufgeben.

#### Asien
- Dschingis Khan und die Mongolen beginnen mit der Belagerung der Hauptstadt des Reiches Xixia der Tanguten.

#### Stadtrechte und urkundliche Ersterwähnungen
- Salzgitter-Hohenrode, Kniestedt (ehemaliger Stadtteil von Salzgitter-Bad), und Söderhof (Ortsteil von Haverlah) werden in einer Urkunde des Papstes Innozenz III. vom 6. Juni erstmals erwähnt. In dieser Urkunde wird das Kloster Ringelheim unter den Schutz des Papstes gestellt und dessen Besitztümer in insgesamt 61 umliegenden Ortschaften werden aufgezählt.
- Stade erhält das Stadtrecht.
- Köpenick (unter dem Namen Copanic), Bergün/Bravuogn, Dornstadt, Neftenbach, Greiz, Le Landeron und Weida werden erstmals urkundlich erwähnt.
- Urkundliche Ersterwähnung des Adelsgeschlechts der von Werthern mit Heroldus de Wirthere.

### Wissenschaft und Technik
- Die Universität Cambridge wird von Oxford aus gegründet.
- Die Universität Vicenza wird nach nur fünf Jahren wieder aufgelöst.

### Religion und Kultur

#### Kirchenhierarchie
- Bruno II. von Porstendorf wird als Nachfolger des im Vorjahr verstorbenen Dietrich II. von Kittlitz Bischof von Meißen.

#### Bauwerke
- 9. Oktober: Der Grundstein des Quirinus-Münster in Neuss wird gelegt.
- Beginn des Neubaues des Magdeburger Doms (gilt als erste deutsche gotische Kirche)
- Erstmalige Erwähnung der Rigaer Petrikirche

#### Sonstiges
- 20. Februar: König Otto IV. schenkt dem Deutschen Orden einen Reichshof vor Nürnberg mit der bereits bestehenden Jakobskapelle. Hier errichtet der Orden sogleich eine Kommende.

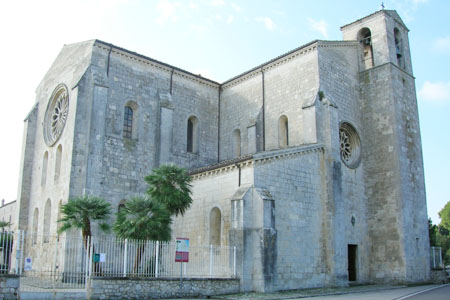
Abteikirche Santa Maria Arabona

- Das Kloster Arabona wird gegründet.

## Geboren

### Geburtsdatum gesichert
- 5. Januar: Richard Cornwall, Earl of Cornwall, Graf von Poitou, römisch-deutscher König († 1272)
- 10. Januar: Möngke Khan, Großkhan der Mongolen († 1259)

### Genaues Geburtsdatum unbekannt
- Bettisia Gozzadini, bolognesische Juristin, die an der Universität von Bologna unterrichtete († 1261)
- Waldemar, Herzog von Schleswig und König von Dänemark (Mitregent), († 1231)

### Geboren um 1209
- William Longespée of Salisbury, englischer Magnat und Kreuzfahrer († 1250)
- 1209/1210: Coelestin V., Papst († 1296)

## Gestorben

### Todesdatum gesichert
- 10. Januar: Wilhelm von Bourges, Erzbischof von Bourges (* um 1150)
- 2. Februar: Alfons II., Graf der Provence (* 1180)
- 7. März: Otto VIII. von Wittelsbach, Pfalzgraf von Bayern
- 12. März: Nezāmi, persischer Dichter (* um 1141)
- 2. Juni: Heinrich von Tunna, Hochmeister des Deutschen Ordens
- 21. September: Gerhard von Steterburg, Chronist und Propst
- 16. Oktober: Ermengol VIII., Graf von Urgell (* 1158)
- 9. November: Reinher della Torre, Bischof von Chur
- 10. November: Raimund-Roger Trencavel, Vizegraf von Carcassonne (* 1185)
- 12. November: Philippe du Plessiez, Großmeister des Templerordens (* um 1165)

### Genaues Todesdatum unbekannt
- Fachr ad-Dīn ar-Rāzī, persischer sunnitischer muslimischer Theologe und Philosoph (* 1149)
- John, Bischof von Whithorn
- Margrete Eriksdotter, Königin von Norwegen (* um 1155)
- Moritz I., Graf von Oldenburg (* um 1145)
- Otto von Kerpen, Hochmeister des Deutschen Ordens
- Petrus Riga, französischer Geistlicher, Dichter und Kanoniker (* um 1140)
- Ranieri Dandolo, Vizedoge und Flottenkommandant der Republik Venedig
- Wenno, Herrenmeister der Schwertbrüderordens in Livland
- Wickbert, Ritter des Schwertbrüderordens in Livland
- Wilhelm I. von Champlitte, Fürst von Achaia

### Gestorben um 1209
- William FitzMartin, anglonormannischer Adeliger (* um 1155)